# Campeonato Ecuatoriano de Fútbol Serie B 2003
El Campeonato Ecuatoriano de Fútbol Serie B 2003, conocido oficialmente como «Campeonato Nacional de Fútbol Serie B 2003», también llamado comercialmente como «Copa Pilsener Serie B 2003», fue 26.ª temporada del Campeonato Nacional de Fútbol Ecuatoriano Serie B, mientras que fue la 39.ª edición incluyendo los torneos cortos conocidas como etapas. La Serie B fue disputada por diez clubes de fútbol. Fue patrocinado por la Cervecería Nacional a través de su marca Pilsener. El campeón del certamen fue Olmedo.
Por primera vez el campeonato tuvo un nombre comercial: la Cervecería Nacional auspició y patrocinó con su producto Pilsener debido a una realización del torneo en el patrocinio de Pilsener, El torneo se llamó la Copa Pilsener Serie B hasta 2008.
En este torneo se incorporó Deportivo Quevedo, campeón de la Segunda Categoría de 2002; además de los descendidos de la Serie A: Olmedo y Macará.

## Desarrollo

### Competición
Se disputó un torneo de 36 fechas por el sistema de todos contra todos a dos etapas, ida y vuelta.

### Ascensos
El campeón y el subcampeón de la temporada ascendieron directamente a la Serie A.

### Descensos
Los dos últimos clubes que ocupan en penúltimo y último lugar de la tabla de posiciones descendieron a la Segunda Categoría.

## Relevo anual de clubes
| Pos  | Descendidos de la Serie A                       |
| ---- | ----------------------------------------------- |
| 9.º  | Olmedo (Penúltimo puesto de la Tabla acumulada) |
| 10.º | Macará (Último puesto de la Tabla acumulada)    |

| Pos | Ascendidos de la Serie B                      |
| --- | --------------------------------------------- |
| 1.º | Técnico Universitario (Campeón de la Serie B) |
| 2.º | Manta F. C. (Subcampeón de la Serie B)        |

| Pos  | Descendido de la Serie B                                     |
| ---- | ------------------------------------------------------------ |
| 10.º | Liga de Portoviejo (Último puesto de la Tabla de posiciones) |

| Pos | Ascendido de la Segunda Categoría                   |
| --- | --------------------------------------------------- |
| 1.º | Deportivo Quevedo (Campeón de la Segunda Categoría) |

## Datos de los clubes
Tomaron parte en las competición 10 equipos, entre ellos se destaca el retorno de los históricos Centro Deportivo Olmedo, tras 9 años ausente de la categoría y Club Social y Deportivo Macará, tras 5 años ausente de la categoría.
| Equipo               | Ciudad                | Provincia           |
| -------------------- | --------------------- | ------------------- |
| Audaz Octubrino      | Machala               | El Oro              |
| Delfín               | Manta / Portoviejo    | Manabí              |
| Deportivo Quevedo    | Quevedo               | Los Ríos            |
| Deportivo Saquisilí  | Latacunga             | Cotopaxi            |
| Esmeraldas Petrolero | Esmeraldas / Quinindé | Esmeraldas          |
| Macará               | Ambato                | Tungurahua          |
| Olmedo               | Riobamba              | Chimborazo          |
| Santa Rita           | Vinces / Quevedo      | Los Ríos            |
| UDJ                  | Quinindé / Portoviejo | Esmeraldas / Manabí |
| Universidad Católica | Quito                 | Pichincha           |

## Tabla de posiciones
| Pos | Equipo               | Pts | PJ | PG | PE | PP | GF | GC | Dif |
| --- | -------------------- | --- | -- | -- | -- | -- | -- | -- | --- |
| 1º  | Olmedo               | 71  | 36 | 20 | 11 | 5  | 83 | 32 | +51 |
| 2º  | Macará               | 65  | 35 | 20 | 5  | 10 | 71 | 37 | +34 |
| 3º  | Deportivo Saquisilí  | 54  | 35 | 16 | 6  | 13 | 67 | 50 | +17 |
| 4º  | Universidad Católica | 52  | 35 | 16 | 4  | 15 | 60 | 48 | +12 |
| 5°  | Delfín               | 49  | 36 | 16 | 1  | 19 | 60 | 60 | 0   |
| 6º  | Deportivo Quevedo    | 49  | 35 | 14 | 7  | 14 | 55 | 76 | -21 |
| 7º  | Santa Rita           | 47  | 35 | 13 | 8  | 14 | 47 | 68 | -21 |
| 8º  | Audaz Octubrino      | 44  | 36 | 11 | 11 | 14 | 42 | 60 | -18 |
| 9º  | Esmeraldas Petrolero | 43  | 36 | 12 | 7  | 17 | 45 | 47 | -2  |
| 10º | UDJ                  | 23  | 35 | 5  | 8  | 22 | 28 | 80 | -52 |

 Pts=Puntos; PJ=Partidos jugados; G=Partidos ganados; E=Partidos empatados; P=Partidos perdidos; GF=Goles a favor; GC=Goles en contra; Dif=Diferencia de gol
|  | Campeón Anual ascendió a la Serie A.    |
|  | Subcampeón Anual ascendió a la Serie A. |
|  | Descendieron a Segunda Categoría.       |

Fuente: Ecuador 2003 - RSSSF

## Campeón
|                                           |
| Olmedo 2.do Título Ascendió a la Serie A  |
| También ascendió Macará como Vicecampeón. |

## Goleadores
| Jugador          | Equipo              | Goles |
| ---------------- | ------------------- | ----- |
| Alex Rodríguez   | Olmedo              | 21    |
| Fabián Bustos    | Deportivo Saquisilí | 20    |
| Édison Maldonado | Olmedo              | 17    |

Fuente: RSSSF - Ecuador 2003 - Goleadores